# Meadowburn
Meadowburn war eine Whiskybrennerei in Campbeltown, Kintyre, Argyll and Bute, Schottland. Der erzeugte Brand war somit der Whiskyregion Campbeltown zuzuordnen.

## Geschichte
Die Brennerei wurde angeblich 1824, also im gleichen Jahr wie Dalaruan, Longrow und Lochhead, von Alexander Kirkwood in Campbeltown gegründet. Nach mehreren Inhaberwechseln gelangte sie im Jahre 1852 in die Hände von Robert Colvill & Co., die sie gesichert bis 1882 führten. Die Brennerei wurde wahrscheinlich im Jahre 1886 endgültig geschlossen. Als Alfred Barnard Campbeltown im Rahmen seiner bedeutenden Whiskyreise 1886 besuchte, war der Betrieb sicher nicht mehr aktiv, weshalb keine detaillierten Beschreibungen zur Brennerei überliefert sind. Die Gebäude wurden zwischenzeitlich abgerissen. Direkt neben der ehemaligen Meadowburn-Brennerei lag mit Burnside eine weitere Whiskybrennerei, auf deren Grund heute die Gebäude der Campbeltown Creamery zu finden sind. Auf dem Gelände der Meadowburn-Brennerei liegt heute der Parkplatz dieses Unternehmens sowie ein Privathaus.